# Paradero Pucudegüa
Pucudegüa es un paradero de ferrocarril ubicado en la localidad de Pucudegüa, comuna de Nancagua, Chile. Formó parte del ramal San Fernando - Pichilemu.